# Gelsa
Gelsa es una localidad y municipio español de la Ribera Baja del Ebro, provincia de Zaragoza, Aragón.
Tiene una población de 1007 habitantes (INE 2022).

## Geografía
Gelsa está situada en la Depresión del Ebro sobre depósitos cuaternarios, en la margen izquierda del río a 147 m s. n. m., siendo uno de los municipios de Aragón situado a menor altitud.
Se encuentra a tan sólo 5 km de la capital comarcal, Quinto, y a 45 km de Zaragoza.
Tiene una temperatura media anual de 13,9 °C y una precipitación anual de 340 mm.

## Historia

### Edad Antigua
El topónimo Celsa proviene de la ciudad ibérica de los ilergetes denominada Kelse, como parecen atestiguar los hallazgos de enterramientos y de una lápida dedicada a la diosa Obana. Este nombre también lo heredaría la colonia romana Lépida Celsa, primera colonia romana fundada en el valle del Ebro, cuyo yacimiento arqueológico se encuentra en la vecina Velilla de Ebro. 
Julio César concedió a Celsa título y honores de colonia romana antes del año 43 a. C., y la distinguió con singulares privilegios como la acuñación de moneda.
Con Augusto empezó una lenta decadencia de esta colonia a favor de Caesaraugusta, actual Zaragoza.
Se piensa que el fin de Celsa pudo producirse durante la invasión de Hispania por los bárbaros.

### Edad Media
Gelsa probablemente surgió en época andalusí, cuando la población de la antigua Kelse, situada en un promontorio o lugar alto, alejado de la zona cultivada o del Ebro, se trasladó al actual emplazamiento, un lugar más cercano a la huerta, pero a salvo de las inundaciones ordinarias del río Ebro. De esta época son algunas construcciones,  como las calles de los Cubiertos y Ocho Esquinas, el Pilón de las Lebatas y el Pilón de la Atalaya, hoy desaparecido.
La huella andalusí está también presente en los sistemas de riego tales como el azud, las norias y las acequias. Además de ubicarse en la zona cultivada, el nuevo emplazamiento también debía beneficiarse del tráfico por el río, en una época en la que el Ebro era una de las principales vías de comunicación de la península Ibérica, transportando ya en la Antigüedad, mediante naves de pequeño calaje, objetos de difícil transporte por vía terrestre, como ánforas, grandes esculturas o material edilicio, y ya en la Edad Media, río abajo, mercancías tales como lana, trigo, ladrillos o aljezones de yeso, y menos frecuentemente objetos pesados río arriba.  En Gelsa estaba uno de sus puertos fluviales, por lo que una buena parte de su población eran marineros, lo que podía ocasionar conflictos con los pueblos vecinos, como el de 1431, cuando denuncian que se había “desfeito, derroquado et destruydo el dito çut (azud) clamado de Exelsa (Gelsa)….han feito e feyto fazer los hombres de Quinto o partida de aquellos”
Posiblemente Gelsa fue conquistada por el rey aragonés Pedro I poco después de la conquista de Barbastro, aunque la población musulmana continuó ocupando estas tierras tras la ocupación.
En 1210, Pedro II cedió Gelsa en señorío, junto con otros lugares de la baronía de Quinto, a los Torrellas Ortiz, que las vendieron al conde Lope de Luna en 1358.
En 1431, el señorío pasó a Juan de Funes; el octavo señor de esta casa, Antonio de Funes, fue quien mandó construir el palacio de la plaza Mayor.

### Edad Moderna y Contemporánea
El fogaje de 1495 realizado en el Reino de Aragón deja constancia de que en aquella época la práctica totalidad de los habitantes de Gelsa —unos 400 aproximadamente— eran musulmanes. En 1610, era el pueblo de Zaragoza donde más  moriscos
vivían (en torno a 1700) y el tercero de todo Aragón.
En consecuencia, la expulsión de los moriscos de Aragón a partir de 1610 hizo necesario repoblar la villa, por lo que Juan de Funes y Villalpando expidió una carta puebla para Gelsa (1628).
Por otra parte, María Francisco Climente, primera esposa de Juan, fue quien aportó a la localidad la reliquia de la «Santa Espina» —véase más abajo—, quedando custodiada en el Monasterio de la Purísima Concepción y la Santa Espina.
Durante el siglo XVIII, el crecimiento demográfico propició la expansión de la villa hacia el monte, en torno a la calle Mayor, manteniendo en cierto modo el aspecto de las casas del barrio de Los Cubiertos, edificios de tapial de yeso pintados de blanco.  La iglesia parroquial, dedicada a San Pedro, fue erigida en el último tercio del siglo XVII, reutilizando la antigua mezquita de tapial, por lo que este edificio tiene la singularidad de su aspecto austero, en contraposición con el de las iglesias mudéjares de los vecinos pueblos de Quinto o Velilla, siempre habitados por cristianos, o también con el de las iglesias neoclásicas de otros pueblos moriscos de los duques de Híjar, como Urrea de Gaen o Vinaceite, que fueron construidas de nueva planta por los mejores arquitectos de la época. En 1728 se construyó una fábrica de tejidos de lana dirigida por el ingeniero gelsano José Genzor y López de Perea. Los graneros del conde —actualmente el centro cultural— fueron construidos antes de 1779.
Pascual Madoz, en su Diccionario geográfico-estadístico-histórico de España de 1845, refiere que «Jelsa» —escrito de esta manera— «cuenta con 380 casas, inclusa la del ayuntamiento y cárcel, el palacio del Sr. conde de Montijo, barón de Quinto... la iglesia parroquial (San Pedro Apóstol)... una pequeña capilla llamada de Pedro, que se dice fue la primera parroquia y cuyo edificio se halla bastante quebrantado [y] una ermita dedicada a la virgen del Buen Suceso».
Menciona también la existencia de «telares donde se elaboran estameñas, fajas y mantas, un molino harinero con 4 muelas, 2 de aceite y un batán».

## Demografía
Gelsa cuenta con una población de 986 habitantes (INE 2024).
| Gráfica de evolución demográfica de Gelsa entre 1842 y 2021                                                                                                |
| |
| Población de derecho según los censos de población del INE Población de hecho según los censos de población del INEEn este censo se denominaba Jelsa: 1842 |

A principios del siglo XV, la población de Gelsa era de unos 1700 habitantes, cifra que, tras la expulsión de los moriscos, se vio disminuida a menos 400 habitantes.
Ya en el siglo XIX, el censo de España de 1857 registra 2818 habitantes para Gelsa, que era en ese momento el segundo municipio más poblado del partido judicial de Pina —al que entonces pertenecía—, después de Pina de Ebro.
Sin embargo, su evolución demográfica en los dos últimos tercios del siglo XX ha sido regresiva: 2120 habitantes en 1930, 1595 habitantes en 1970 y 1239 habitantes en 2001. En 2020 el municipio contaba con menos de 1000 habitantes.

## Economía
La economía de la localidad se basa en la agricultura, la ganadería y la industria del yeso, ya que existen tres fábricas dedicadas a la producción de yesos y escayolas.
En el terreno agrícola, es muy importante el cultivo de secano —trigo duro—, mientras que la agricultura de regadío o de huerta es de gran calidad. Destaca el contraste del paisaje de la ribera del Ebro con la aridez del resto del paisaje monegrino.
Por su parte, la ganadería es también una actividad importante y se dedica principalmente al ganado porcino y bovino tras la decadencia del ovino.
Actualmente se intenta desarrollar el polígono industrial La Atalaya.

## Administración y política
| Período   | Alcalde                       | Partido              |  |
| --------- | ----------------------------- | -------------------- |  |
| 1979-1983 | Luis Pablo Borraz Falcón      | Ind.                 |  |
| 1983-1987 | Manuel Gil Falcón             | PSOE                 |  |
| 1987-1991 | José Roche Falcón             | PAR                  |  |
| 1991-1995 | José Borraz Blasco            | PSOE                 |  |
| 1995-1999 | Manuel Agenjo Perea           | PP                   |  |
| 1999-2003 | Mariano Catalán Salinas       | PP                   |  |
| 2003-2007 | Francisca de la Torre Giménez | PSOE                 |  |
| 2007-2011 | Francisca de la Torre Giménez | PSOE                 |  |
| 2011-2015 | José Miguel Almorin Roche     | PP                   |  |
| 2015-2019 | Francisca de la Torre Giménez | PSOE                 |  |
| 2019-     | Isabel Álvarez                | Trabajando por Gelsa |  |

| Partido político    | Partido político                                   | 2003   | 2007   | 2011   | 2015   | 2019   | 2023   |
| Partido político    | Partido político                                   | Ediles | Ediles | Ediles | Ediles | Ediles | Ediles |
|                     | Trabajando por Gelsa (TPG)                         | —      | —      | —      | —      | 4      | 6      |
|                     | Partido de los Socialistas de Aragón (PSOE-Aragón) | 5      | 5      | 4      | 5      | 2      | 2      |
|                     | Partido Popular de Aragón (PP)                     | 4      | 4      | 5      | 4      | 1      | 1      |
|                     | Partido Aragonés (PAR)                             | 0      | 0      | —      | —      | —      | —      |
| Total de concejales | Total de concejales                                | 9      | 9      | 9      | 9      | 7      | 9      |

## Patrimonio

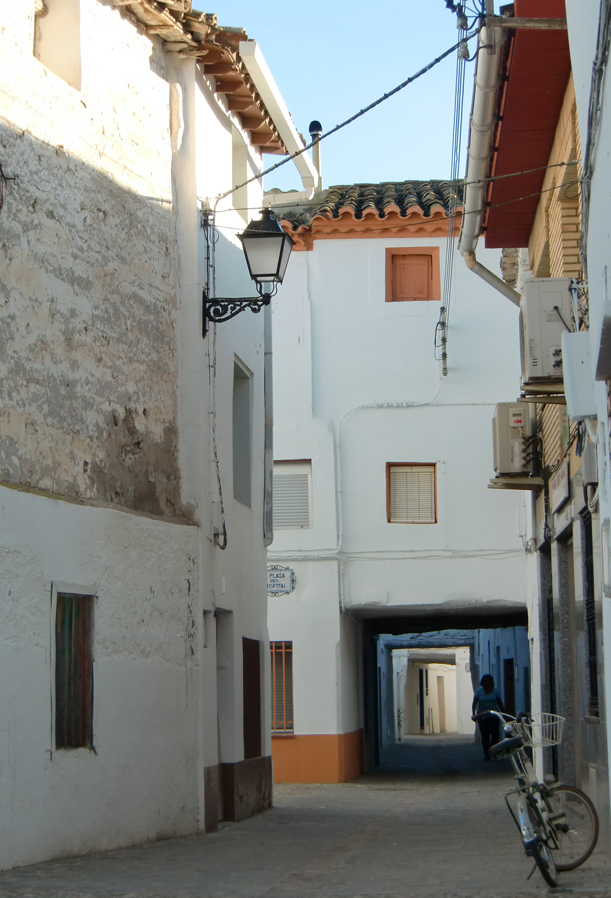
Calle de los Cubiertos. Gelsa, cuya población fue totalmente renovada tras la expulsión de los moriscos en 1610, conserva la trama urbana andalusí

La planta de la Gelsa medieval, o barrio de "Los Cubiertos", es de forma ovalada, estructurada en torno a dos calles perpendiculares, en torno a las cuales confluyen algunos callizos y replacetas que completan la trama viaria. En una de las replacetas estuvo el hospital, por lo que aún se llama así, y en otra, la de La Dula, se reunían las ovejas de los pequeños propietarios para sacarlas a pastar por turno, de donde procede su nombre, dawla “turno”.  El núcleo medieval se ha mantenido prácticamente inalterado desde la época andalusí, especialmente en lo concerniente al trazado y a la ocupación de la vía pública mediante construcciones voladas sobre ella, que en Gelsa se denominan “cubiertos”, lo que ha dado nombre a una de sus calles y por extensión al barrio, aunque últimamente también llamado «barrio morisco». Aunque a lo largo del s. XX ha sido habitual en casi todos los pueblos y ciudades su derribo, generalmente por “molestar” al tráfico rodado, en Gelsa sólo han desaparecido dos de ellos, el de la Casa de la Villa, edificio que cerraba la plaza por el norte, derribado tras la guerra civil, y el arco de San Miguel en la calle Mayor; aun así, se conservan nueve, cuatro o cinco de ellos en una sola calle, a la que dan nombre. 
La iglesia parroquial de la localidad, dedicada a San Pedro Apóstol, fue construida en el último tercio del siglo XVII, reutilizando los muros de la antigua mezquita aljama,  y posteriormente reformada en 1863.
Presenta fábrica de ladrillo, tapial y zócalo de sillar. Tiene tres naves, crucero, cabecera plana, cubierta de bóveda de lunetos y cúpula sobre el crucero.
Su torre fue levantada en 1826 y el reloj con campanas fue instalado en 1899.
La parroquia alberga en su interior un relicario de cristal guarnecido en oro con forma de columna; contiene la llamada «Santa Espina», que según la leyenda procede de la corona de espinas que llevó Jesús de Nazaret.
El convento de las monjas Clarisas, ya desaparecido, emplazado frente a la iglesia, fue construido por mandato de Juan de Funes Villalpando y Ariño, Marqués de Osera, en 1621. Lo ocuparon durante diez años los padres Franciscanos venidos de Pina de Ebro, que después volvieron a Pina.
La ermita de Nuestra Señora del Buen Suceso, patrona de la villa, tiene fábrica de ladrillo y tapial.
Posee ábside semicircular y cubierta de bóveda de lunetos, sobre el porche de entrada, con tres arcos de medio punto. Edificada en el siglo XVIII, fue quemada en 1936 y posteriormente reconstruida con donativos de los vecinos.
En cuanto a la arquitectura civil, además del barrio de Los Cubiertos, cabe destacar el edificio del Ayuntamiento, casino durante los siglos XIX y XX, así como la casa palacio de la familia Funes, de tapial de yeso, situada en la plaza Mayor, que data del siglo XV. La arquitectura popular de la extensión urbana del siglo XVIII a lo largo de la calle Mayor destaca por su sencillez y homogeneidad, por lo que se contempla en publicaciones de arquitectura popular, como la de Alejandro Allanegui.

## Fiestas
- Del 28 de abril al 1 de mayo tiene lugar la fiesta de primavera dedicada a San Pedro Mártir de Verona.
- El 10 de mayo se celebra la festividad de la «Santa Espina», en la que tiene lugar una procesión de la reliquia por las calles de la localidad. La Santa Espina ha gozado siempre de pública veneración en Gelsa; años atrás, cuando se presentaba una gran tormenta que amenazaba granizo, se rezaba a la Santa Espina para que la nube pasase sin causar daños, llegándose incluso a sacar la reliquia en procesión. Actualmente esta fiesta ha sido trasladada al domingo posterior a las comuniones.[18]
- Del 6 al 12 de septiembre se celebran las fiestas mayores, en honor a la Virgen del Buen Suceso.